# Comuna Vodotîii, Brusîliv
Vodotîii (în ucraineană Водотиївська сільська рада) este o comună în raionul Brusîliv, regiunea Jîtomîr, Ucraina, formată din satele Boleaciv și Vodotîii (reședința).

## Demografie
Componența lingvistică a satului Vodotîii
     Ucraineană (98,07%)
     Rusă (1,48%)
     Alte limbi (0,45%)
Conform recensământului din 2001, majoritatea populației satului Vodotîii era vorbitoare de ucraineană (98,07%), existând în minoritate și vorbitori de rusă (1,48%).